# Dennis Fenton
Dennis Fenton   (Ceann Trá, 20 de novembre de 1888 - Denver, 29 de març de 1954) va ser un tirador, irlandès de naixement, però estatunidenc d'adopció, que va competir a començaments del segle xx. El 1906 emigrà a Boston per treballar en una fàbrica de cuir, però el 1908 s'allistà a l'exèrcit dels Estats Units. La formació la va fer a Arkansas, però el 1911 fou enviat a les Filipines, on començà a destacar com a tirador.
El 1920 va prendre part en els Jocs Olímpics d'Anvers, on disputà cinc proves del programa de tir. Guanyà tres medalles d'or, en carrabina, 50 metres per equips, rifle lliure 300 metres, 3 posicions per equips i rifle militar 600 metres per equips; i una de bronze en carrabina, 50 metres.
Quatre anys més tard, als Jocs de París, disputà novament cinc proves del programa de tir. En aquesta ocasió els resultats foren més discrets, però aconseguir sumar una medalla de bronze en tir al cérvol, tret simple equips al seu palmarès.
Es retirà de l'exèrcit el 1937 com a sergent en cap.